# Acraea ochrextensa
Acraea ochrextensa är en fjärilsart som beskrevs av Stoneham 1937. Acraea ochrextensa ingår i släktet Acraea och familjen praktfjärilar. Inga underarter finns listade i Catalogue of Life.